# Senryū
Senryū är en japansk form av poesi, som till sin uppbyggnad liknar haikun, men är betydligt friare tematiskt. Namnet kommer av Karai Senryū (柄井川柳, 1718-1790), som lade grunden till genren.
Liksom haiku består senryū av 17 mora i tre grupper, men senryū är inte styrd av haikuns krav på årstidsord etcetera.